# Widmar Tanner

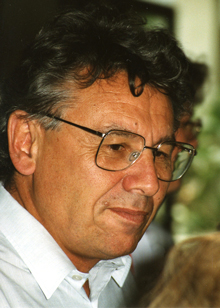
Widmar Tanner

Widmar Herwig Tanner (* 3. Mai 1938 in Wagstadt, Tschechoslowakei) ist ein deutscher Biologe und emeritierter Professor für Zellbiologie und Pflanzenphysiologie an der Universität Regensburg.

## Leben
Tanner studierte Biologie und Chemie an der Universität München (LMU) und an der Purdue University in West Lafayette (Indiana), USA. 1964 promovierte er mit einer bei Harry Beevers in USA angefertigten Arbeit an der LMU, wo er im Anschluss als Assistent bei Otto Kandler 1969 habilitierte. 1970 wurde er im Alter von 32 Jahren an die Universität Regensburg auf einen Lehrstuhl für Zellbiologie und Pflanzenphysiologie berufen. Er ist seit 2005 emeritiert.

## Wirken
Tanner bearbeitete ein breites Spektrum der Pflanzen-Biochemie und -Physiologie, u. a.  Fragen des zellulären Membrantransports sowie der Biosynthese und der Funktion von Glykoproteinen. Er charakterisierte den Glucose Transporter HUP1 von Chlorella, das erste Beispiel eines eukaryontischen Protonen-Symporters. Er zeigte mit Dolichol-Phosphat-Mannose das Vorkommen lipidaktivierter Zucker in Eukaryonten auf und klärte den Biosyntheseweg O-mannosylierter Proteine, einer Proteinmodifizierung, die auch beim Menschen essentiell ist. In den letzten Jahren beschäftigte er sich mit der stabilen lateralen Kompartimentierung der Plasmamembran bei Hefen und Pflanzen.
Neben seinem wissenschaftlichen Wirken war Tanner u. a. Vizepräsident der Universität Regensburg (1976–1979), Mitglied des Wissenschaftsrats (1987–1989), sowie Vizepräsident der Deutschen Forschungsgemeinschaft (1993–1997).

## Auszeichnungen
- 1981 Wahl zum Mitglied der Sudetendeutschen Akademie der Wissenschaften und Künste[5]
- 1988 Wahl zum Mitglied der European Molecular Biology Organization (EMBO)[6]
- 1991 Wahl zum Mitglied der Nationalen Akademie der Wissenschaften Leopoldina[4]
- 1994 Wahl zum Mitglied der Bayerischen Akademie der Wissenschaften[7]
- 1994 Wahl zum ordentlichen Mitglied der Academia Europaea[8]
- 2016 Korrespondierendes Mitglied der American Society of Plant Biologists[4]